# Lil Raven
Lil Raven, właściwie Ant Wiggins (ur. 1997 w Virginia Beach)  – amerykański raper, piosenkarz i twórca tekstów. Znany ze współpracy z raperami Lil Peepem i Lil Tracy'm.

## Życiorys

### Wczesne życie
Wiggins pochodzi z Virginia Beach. Przeprowadził się do Portland, gdzie został bezdomnym w wieku 17 lat. Później zaprzyjaźnił się z Lil Tracy'm i przeniósł się do Los Angeles, gdzie po nagraniu wielu kolaboracji z Lil Tracy'm i Lil Peepem, rozpoczął działalność solową.

### Kariera
Wiggins opublikował swoją pierwszą piosenkę When I Die 8 sierpnia 2016 roku na serwisie streamingowym SoundCloud. Tego samego dnia wydał EP z raperem Lil Kawaii; Her Room. Potem Lil Raven poznał rapera Lil Tracy'ego. Artyści wkrótce rozpoczęli współpracę ze sobą. 20 września 2017 roku wydał teledysk do utworu Flash. 23 lutego 2017 roku razem z Lil Tracy'm wydał EP Fly Away. 25 lutego wydał z Tracy'm singel You Might.
14 stycznia 2018 r. ukazał się teledysk do jego utworu No Regrets. Piosenka pierwotnie została wydana 21 listopada 2017 r.
30 sierpnia 2018 roku ukazał się jego debiutancki projekt Fly Diaries. 10 marca ukazał się kolejna wspólna piosenka artystów Conceited. Piosenka pochodziła z albumu Lil Tracy'ego; Tracy's World. W tym samym roku wystąpił gościnnie na składance Lil Lotusa; 2016 - 2018. W 2019 ukazały się; mixtape i album Back From the Future 7 i Tornado. 24 stycznia 2020 roku wydał kontynuację Fly Diaries, Fly Diaries 2. 19 września wraz z producentem 808turnemup wydał projekt Trapped on Holland. 26 października wraz z raperem NNG Twain wydał EP Nitemare. 15 listopada wydał kolejny album studyjny Most Underrated. 30 grudnia 2021 roku uruchomił swoją markę odzieżową z pierwszą kolekcją ubrań.

## Dyskografia

### Albumy
- Tornado (2019)
- Most Underrated (2021)

### Mixtape
- Back From the Future 7 (2019)
- Trapped on Holland (oraz 808turnemup) (2020)

### EP
- Her Room (oraz Lil Kawaii) (2016)
- Fly Away (oraz Lil Tracy) (2017)
- Black Magic (2017)
- Fly Diaries (2018)
- Vampire Life (oraz Flossy) (2020)
- Fly Diaries 2 (2020)
- Nitemare (oraz NNG Twain) (2021)